# المدرسة الوطنية العليا للري
المدرسة الوطنية العليا للري بالبليدة، وتعرف اختصارًا باسم ENSH، هي مدرسة جزائرية كبيرة تابعة لوزارة التعليم العالي والبحث العلمي. تأسست في عام 1972 تحت اسم المعهد الهيدروتقني و تحسين الأراضي (IHB) والتي غير إسمها فيما بعد المدرسة الوطنية العليا للري بموجب المرسوم رقم 258-85 المؤرخ في 29 أكتوبر 1985.
تحت إشراف وزارة التعليم العالي والبحث العلمي تحولت إلى مدرسة عليا مستقلة عن جامعة البليدة 1 من خلال المرسوم التنفيذي رقم 08-217 المؤرخ في 14 يوليو 2008.

## عروض التكوين
توفر ENSH تكوين في التدرج (التكوين التحضيري والدورة الثانية)، والتخصص ما بعد التدرج، ةتكوين الدكتوراه والتعليم المتواصل:
- شهادة مهندس الدولة في علم الري.
- درجة الماستر في هندسة الماء.
- شهادة ماجستير :
  - في تهيئة الري
  - في هندسة الماء
- شهادة دكتوراه في علوم في الري
- شهادة دكتوراه، نظام ل. م. د. في علم الري

بالإضافة إلى ذلك، توفر المدرسة مهات تكوينية أخرى:
- - التكوين في ما بعد التخرج المتخصصة في تعبئة وتثمين الموارد المائية
  - التكوين المتواصل من خلال تنظيم دورات تكوينية مبرمجة حسب الطلب لفائدة مهندسي والإطارات التقنية التابعة لقطاع الموارد المائية.
  - تكوين إطارات المستقبل المزودين بالمشاريع الإنجاز لمؤسسات من خلال إنشاء ثقافة العمل الحر و المقاولاتية عن طريق تنظيم تكوين مهندس مقاولاتي بالتعاون مع المعهد الوطني للعلوم التطبيقية في ليون بفرنسا.

تشارك المدرسة الوطنية العليا للري في إطار البرنامج الحر للمقاولاتية “برنامج الشركة” الذي تنظمه مجموعة إنجاز الجزائر. " الذي تنظمه مجموعة إنجاز الجزائر.

## التجهيزات التعليمية
لتعزيز المعارف النظرية، فإن المدرسة لديها:
أ- 11 مخبر تعليمي:
- علم الري العام.
- علم التربة الزراعية والسقي.
- معالجة وكيمياء المياه.
- ميكانيك التربة والهندسة المدنية (الخرسانة).
- الكهروتقنية والأوتوماتيك والتسيير عن بعد.
- المضخات ومحطات الضخ.
- الجيوديسيا.
- ميكانيك تطبيقي.
- علم المياه.
- الجيولوجيا والهيدروجيولوجيا.
- مخبر اللغة (مخطط).

ب- منصتان لمحاكاة شبكات التزويد بالمياه الشروب والتطهير.
ج- محطة نموذجية للتنقية
د- محطة تجريبية للسقي بالرش والسقي بالتقطير.

## مخابر البحث
1. مخبر عبئة وتثمين الموارد المائية، سنة الاعتماد 2001.
2. مخبر هندسة المياه والبيئة، سنة الاعتماد 2010.